# 歷任大法官及國璽大臣列表
下表為英格蘭及大不列顛歷任大法官及國璽大臣名單。

## 早期英格蘭大法官
- 埃格曼德斯（605年任命）
- 珊摩亞（？）
- 博沙（？）
- 瑞夫普里斯（？）
- 聖施維德（827年任命）
- 土其圖（920年任命）
- 阿道夫斯（959年任命）
- 艾爾福瑞克（978年任命）
- 萊斯福瑞克（1043年任命）
- 萊茵希爾多斯（1050年任命）

## 1068年至1707年歷任英格蘭大法官及國璽大臣
- 赫發斯（1068年－1070年）
- 奧斯蒙德（1070年－1078年）
- 莫里斯，勒芒大助祭（1078年－1085年）
- 杰拉爾德，盧昂訓誡者（1085年－1092年）
- 羅伯特·博爾特（1092年－1093年）
- 威廉·吉法德（1093年－1101年）
- 索爾斯伯利的羅傑（1101年－1102年）
- 沃德里克（1102年－1107年）
- 大法官雷恩魯夫（1107年－1123年）
- 杰弗里·魯弗斯（1123年－1133年）
- 羅伯特·德·錫格艾努（1133年－1135年）
- 羅傑·勒·波亞（1135年－1139年）
- 菲利普·德·哈考特，林肯首席司祭（1139年－1140年）
- 根特的羅伯特，約克首席司祭（1140年－1141年）
- 威廉·費茲吉爾伯特（1141年－1142年）
- 威廉·德·維爾（1142年）
- 根特的羅伯特，約克首席司祭（1142年－1154年）
- 托馬斯·貝克特，坎特伯雷副主教（1155年－1162年）
- 杰弗里·里德爾，坎特伯雷副主教（1162年－1173年）
- 拉爾夫·德·華納維爾，約克司庫（1173年－1181年）
- 金雀花王朝私生子杰弗里（1181年－1189年）
- 威廉·朗香，伊利主教（1189年－1197年）
- 尤斯塔斯（1197年－1199年）
- 休伯特·沃爾特，坎特伯雷大主教（1199年－1205年）

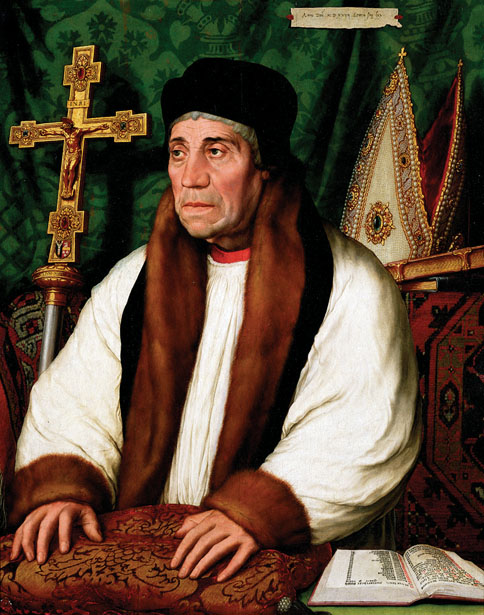
坎特伯雷大主教威廉·韋勒姆
1502年至1515年任大法官

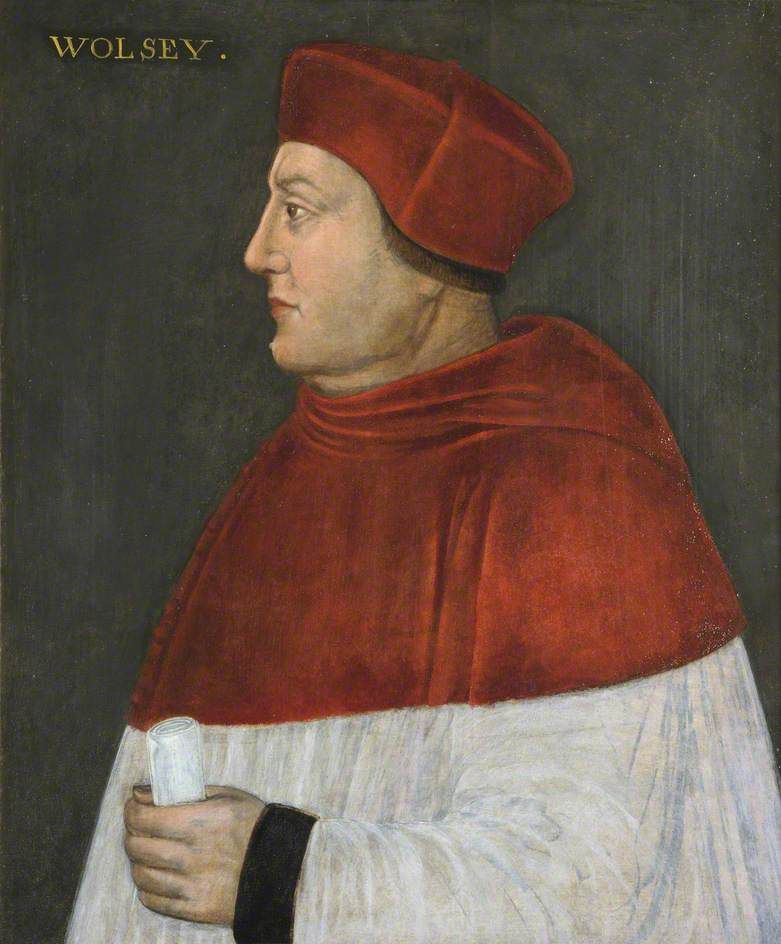
約克大主教托馬斯·沃爾西樞機
1515年至1529年任大法官

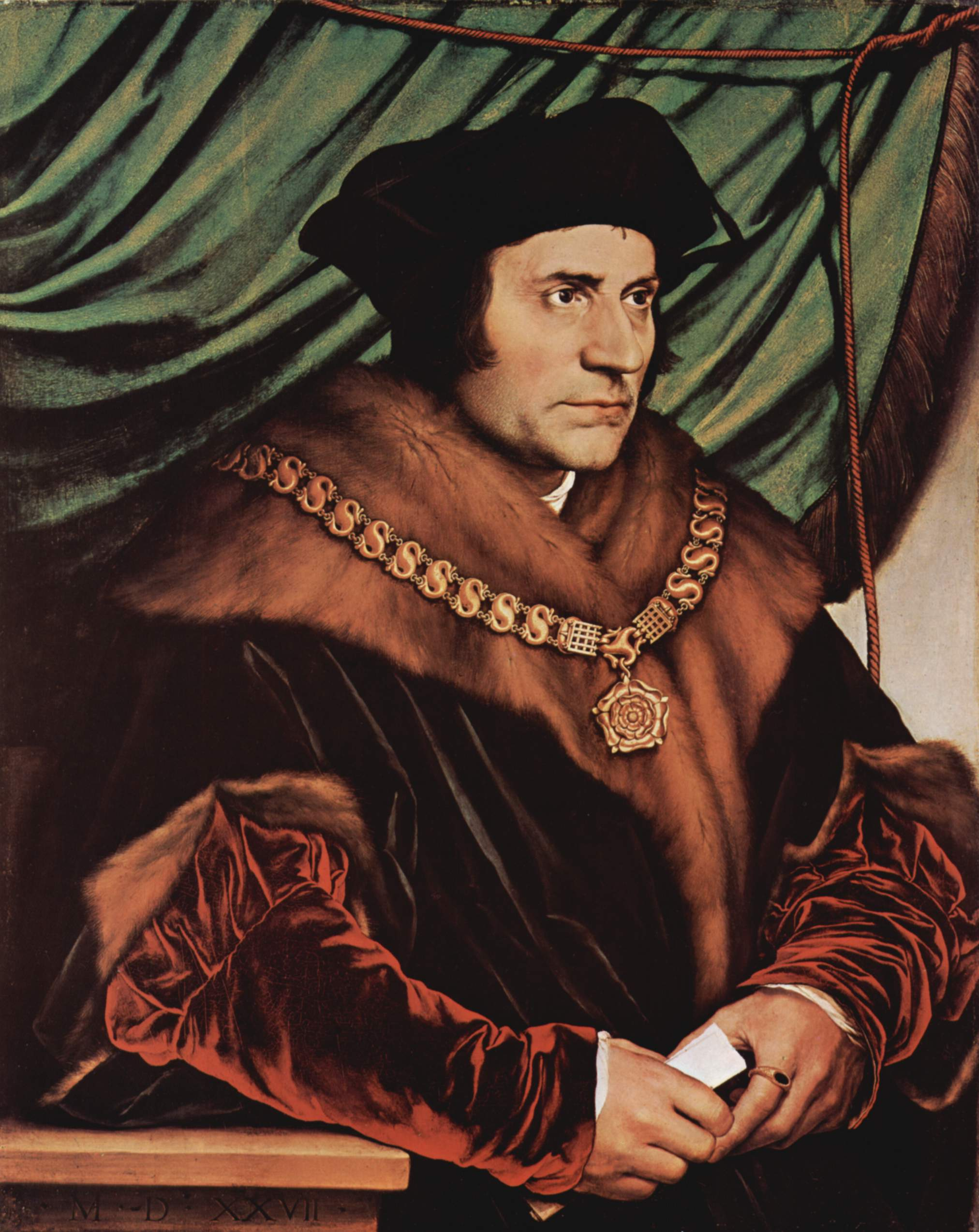
托馬斯·莫爾爵士
1529年至1532年任大法官

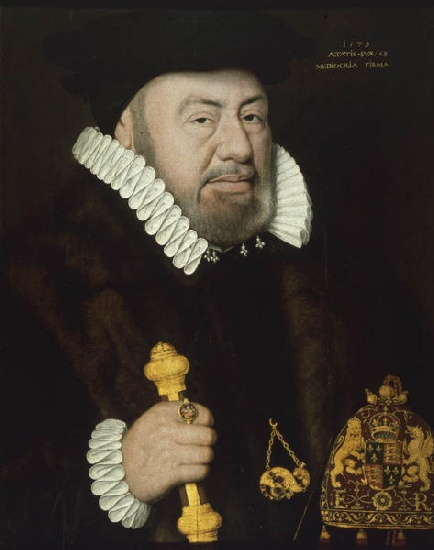
尼古拉斯·培根爵士
1558年至1579年任國璽大臣

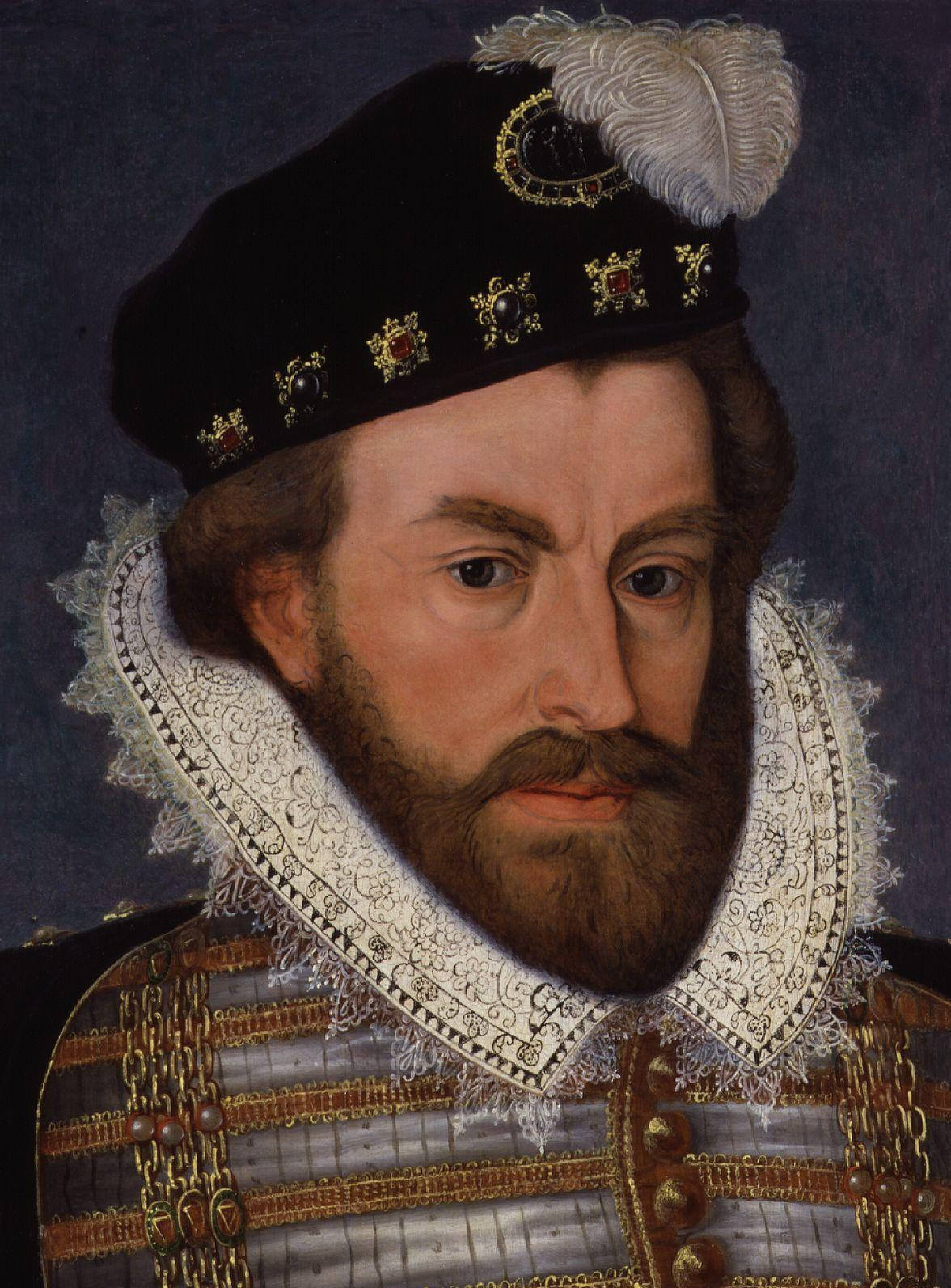
克里斯托弗·哈頓爵士
1587年至1591年任大法官

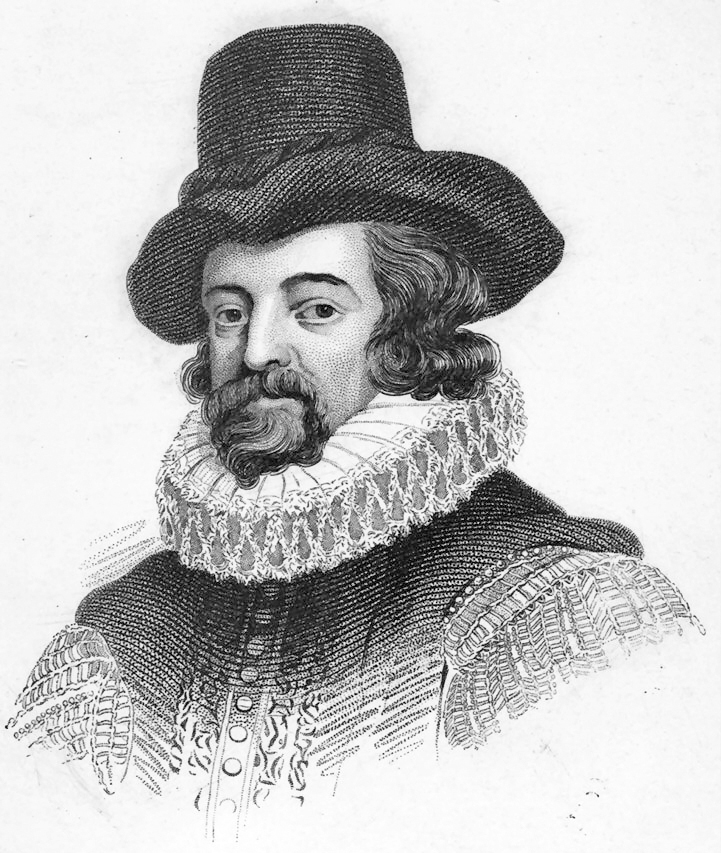
維魯拉姆勳爵
1617年至1621年任大法官

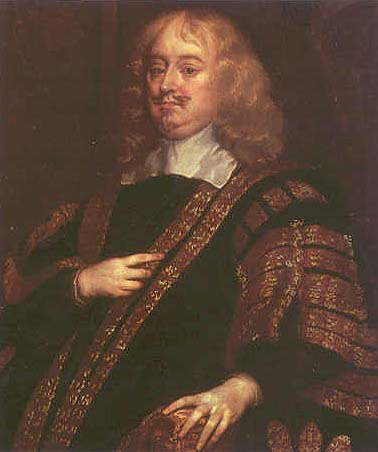
克拉倫登伯爵
1658年至1667年任大法官

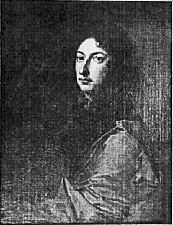
沙夫茨伯里伯爵
1672年至1673年任大法官

- 沃爾特·德·格雷（1205年－1214年）
- 理查德·馬什（1214年－1226年）
- 拉爾夫·尼維爾（1226年－1240年）
- 理查德·勒·格拉斯，伊夫舍姆男修道院院長（1240年－1242年）
- 拉爾夫·尼維爾（1242年－1244年）
- 西爾維斯特·德·埃弗敦，切斯特副主教（1244年－1246年）
- 約翰·蒙塞爾，比佛利教長（1246年－1247年）
- 約翰·勒星頓爵士（1247年－1248年）
- 約翰·蒙塞爾（1248年－1249年）
- 約翰·勒星頓爵士（1249年－1250年）
- 啟耳肯尼的威廉（1250年－1255年）
- 亨利·溫漢姆（1255年－1260年）
- 伊利的尼古拉斯，伊利副主教（1260年－1261年）
- 沃爾特·德·默頓，巴斯副主教（1261年－1263年）
- 伊利的尼古拉斯，伊利副主教（1263年）
- 約翰·切斯赫爾，倫敦副主教（1263年－1264年）
- 托馬斯·康蒂爾盧比，斯塔福副主教（1264年－1265年）
- 拉爾夫·三文治（1265年）
- 沃爾特·吉法德，巴斯及威爾斯副主教（1265年－1266年）
- 戈弗雷·吉法德，威爾斯副主教（1266年－1268年）
- 約翰·切斯赫爾，聖保羅首席司祭（1268年－1269年）
- 理查德·米德爾頓，諾森伯蘭副主教（1269年－1272年）
- 沃爾特·德·默頓，巴斯副主教（1272年－1274年）
- 羅伯特·伯內爾，巴斯主教（1274年－1292年）
- 約翰·蘭敦，林肯修士（1292年－1302年）
- 威廉·格林菲爾德，奇切斯特首席司祭（1302年－1305年）
- 威廉·漢彌爾頓，約克首席司祭（1305年－1307年）
- 拉爾夫·鮑多克，倫敦主教（1307年）
- 約翰·蘭敦，奇切斯特主教（1307年－1310年）
- 沃爾特·雷諾茲，烏斯特主教（1310年－1314年）
- 約翰·桑代爾，倫敦修士（1341年－1318年）
- 約翰·霍瑟姆，伊利主教（1318年－1320年）
- 約翰·薩蒙，諾域治主教（1320年－1323年）
- 羅伯特·鮑多克，米德爾塞克斯副主教（1323年－1327年）
- 威廉·艾爾明，諾域治主教（1327年－1328年）
- 亨利·伯格甚，林肯主教（1328年－1330年）
- 約翰·德·斯特拉福，溫徹斯特主教（1330年－1334年）
- 理查德·伯里，達拉謨主教（1334年－1335年）
- 約翰·德·斯特拉福，坎特伯雷大主教（1335年－1337年）
- 羅伯特·德·斯特拉福，奇切斯特主教（1337年－1338年）
- 理查德·邊茲沃思，倫敦主教（1338年－1339年）
- 約翰·德·斯特拉福，坎特伯雷大主教（1340年）
- 理查德·鮑徹爵士（1340年－1341年）
- 羅伯特·柏恩靈爵士（1341年－1343年）
- 羅伯特·沙丁頓爵士（1343年－1345年）
- 約翰·德·厄福德，林肯首席司祭（1345年－1349年）
- 約翰·托里斯比，烏斯特主教（1349年－1356年）
- 威廉·埃丁頓，溫徹斯特主教（1356年－1363年）
- 西蒙·蘭厄姆，伊利主教（1363年－1367年）
- 威克姆的威廉，溫徹斯特主教（1367年－1371年）
- 羅伯特·索普爵士（1371年－1372年）
- 約翰·尼維特爵士（1372年－1377年）
- 亞當·霍頓，聖大衛茲主教（1377年－1378年）
- 理查德·斯科羅普，第一代波爾頓的斯科羅普男爵（1378年－1380年）
- 西蒙·索德柏立，坎特伯雷大主教（1380年－1381年）
- 休·西格雷夫（1381年）
- 威廉·庫爾特尼，倫敦主教（1381年）
- 理查德·斯科羅普，第一代波爾頓的斯科羅普男爵（1381年－1382年）
- 羅伯特·布雷布魯克，倫敦主教（1382年－1383年）
- 邁克爾·德·勒·波爾，第一代沙福克伯爵（1383年－1386年）
- 托馬斯·阿倫德爾，伊利主教（1386年－1389年）
- 威克姆的威廉，溫徹斯特主教（1389年－1391年）
- 托馬斯·阿倫德爾，約克大主教（1391年－1396年）
- 埃德蒙·斯塔福，愛塞特主教（1396年－1399年）
- 托馬斯·阿倫德爾，坎特伯雷大主教（1399年）
- 約翰·史卡勒，林肯副主教（1399年－1401年）
- 埃德蒙·斯塔福，愛塞特主教（1401年－1403年）
- 亨利·蒲福，林肯主教（1403年－1405年）
- 托馬斯·蘭利，約克首席司祭（1405年－1407年）
- 托馬斯·阿倫德爾，坎特伯雷大主教（1407年－1410年）
- 托馬斯·蒲福爵士（1410年－1412年）
- 托馬斯·阿倫德爾，坎特伯雷大主教（1412年－1413年）
- 亨利·蒲福，溫徹斯特主教（1413年－1417年）
- 托馬斯·蘭利，達拉謨主教（1417年－1424年）
- 亨利·蒲福，溫徹斯特主教（1424年－1426年）
- 約翰·肯普，約克大主教（1426年－1432年）
- 約翰·斯塔福，巴斯主教（任內晉為坎特伯雷大主教，1432年－1450年）
- 約翰·肯普，約克大主教（1450年－1454年）
- 理查德·尼維爾，第五代索爾斯伯利伯爵（1454年－1455年）
- 托馬斯·鮑徹，坎特伯雷大主教（1455年－1456年）
- 威廉·韋恩弗利特，溫徹斯特主教（1456年－1460年）
- 喬治·尼維爾，愛塞特主教（1460年－1467年）
- 羅伯特·史替靈頓，巴斯主教（1467年－1470年）
- 喬治·尼維爾，約克大主教（1470年－1471年）
- 羅伯特·史替靈頓，巴斯主教（1471年－1473年）
- 勞倫斯·布斯，達拉謨主教（1473年－1475年）
- 約翰·阿爾科克，羅契斯特主教（1475年）
- 托馬斯·羅瑟拉姆，林肯主教（1475年－1483年）
- 約翰·羅素，林肯主教（1483年－1485年）
- 托馬斯·羅瑟拉姆，約克大主教（1485年）
- 約翰·阿爾科克，烏斯特主教（1485年－1487年）
- 約翰·莫頓，坎特伯雷大主教（1487年－1500年）
- 亨利·迪恩，坎特伯雷大主教（1500年－1502年）
- 威廉·韋勒姆，坎特伯雷大主教（1502年－1515年）
- 托馬斯·沃爾西樞機，約克大主教（1515年－1529年）
- 托馬斯·莫爾爵士（1529年－1532年）
- 托馬斯·奧德利，第一代瓦耳登的奧德利男爵（1532年－1544年）
- 托馬斯·賴奧思利，第一代賴奧思利男爵（1544年－1547年）
- 威廉·波利特，第一代聖約翰男爵（1547年）
- 理查德·里奇，第一代里奇男爵（1547年－1551年）
- 托馬斯·古德里奇，伊利主教（1552年－1553年）
- 史蒂芬·伽德納，溫徹斯特主教（1553年－1555年）
- 尼古拉斯·希思，約克大主教（1555年－1558年）
- 尼古拉斯·培根爵士（國璽大臣，1558年－1579年）
- 托馬斯·布羅姆利爵士（1579年－1587年）
- 克里斯托弗·哈頓爵士（1587年－1591年）
- 委員會狀態（1591年－1592年）
- 約翰·波克靈爵士（1592年－1596年）
- 托馬斯·埃傑頓爵士（1596年5月6日－1617年3月5日，另在1603年7月19日以前為國璽大臣）
- 弗蘭西斯·培根，第一代維魯拉姆男爵（1617年－1621年）
- 委員會狀態（1621年）
- 約翰·威廉斯，林肯主教（1621年－1625年）
- 托馬斯·科芬特里，第一代科芬特里男爵（1625年－1640年）
- 約翰·芬奇，第一代芬奇男爵（1640年－1641年）
- 愛德華·利特爾頓，第一代蒙斯勞爾的利特爾頓男爵（1641年－1642年）
- 理查德·萊恩爵士（1645年－1653年）
- 愛德華·赫伯特爵士（1653年－1658年）
- 愛德華·海德，第一代克拉倫登伯爵（1658年－1667年）
- 奧蘭多·布里奇曼（國璽大臣，1667年－1672年）
- 安東尼·阿什利-柯柏，第一代沙夫茨伯里伯爵（1672年－1673年）
- 赫尼奇·芬奇，第一代諾定咸伯爵（1673年－1682年，另在1675年以前為國璽大臣）
- 法蘭西斯·諾斯，第一代吉爾福德男爵（國璽大臣，1682年－1685年）
- 喬治·傑富利，第一代傑富利男爵（1685年－1688年）
- 委員會狀態（1689年－1693年）
- 約翰·薩默斯，第一代薩默斯男爵（1693年－1700年，另在1697年以前為國璽大臣）
- 內森·萊特爵士（國璽大臣，1700年－1705年）
- 威廉·科伯，第一代科伯男爵（國璽大臣，1705年－1707年）

## 1707年至今歷任大不列顛大法官及國璽大臣
- 科伯勳爵（1707年－1708年）
- 委員會狀態（1708年－1710年）
- 哈考特勳爵（1710年－1714年，另在1713年以前為國璽大臣）
- 科伯勳爵（1714年－1718年）
- 麥克爾斯菲爾德伯爵（1718年－1725年）
- 委員會狀態（1725年）

- 金勳爵（1725年－1733年）
- 塔爾博特勳爵（1733年－1737年）
- 哈德威克伯爵（1737年－1756年）
- 委員會狀態（1756年－1757年）

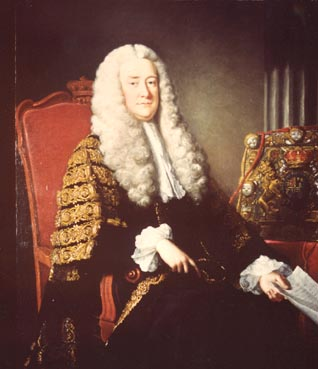
哈德威克伯爵
1737年至1756年任大法官

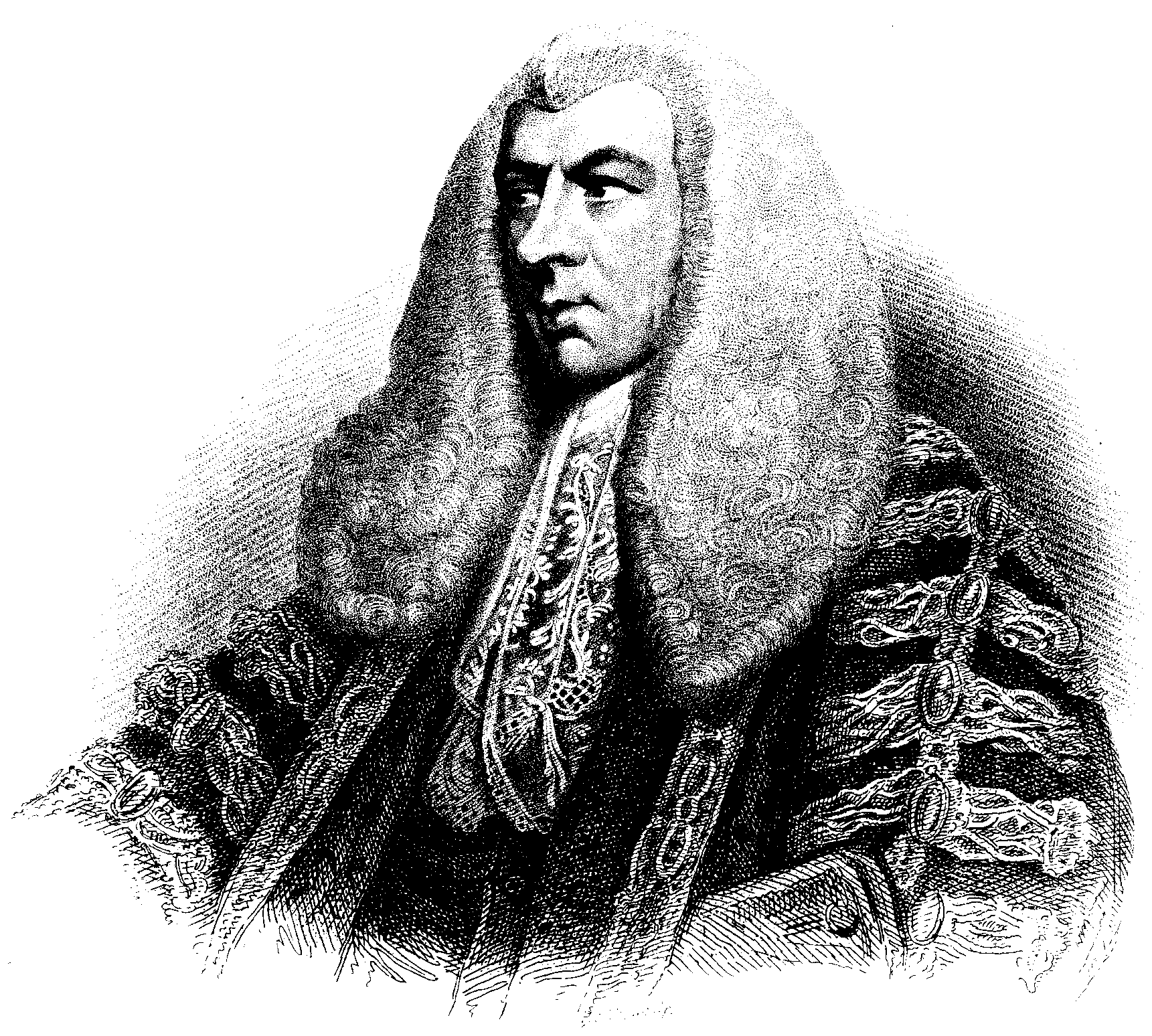
布魯厄姆和沃克斯勳爵
1830年至1834年任大法官

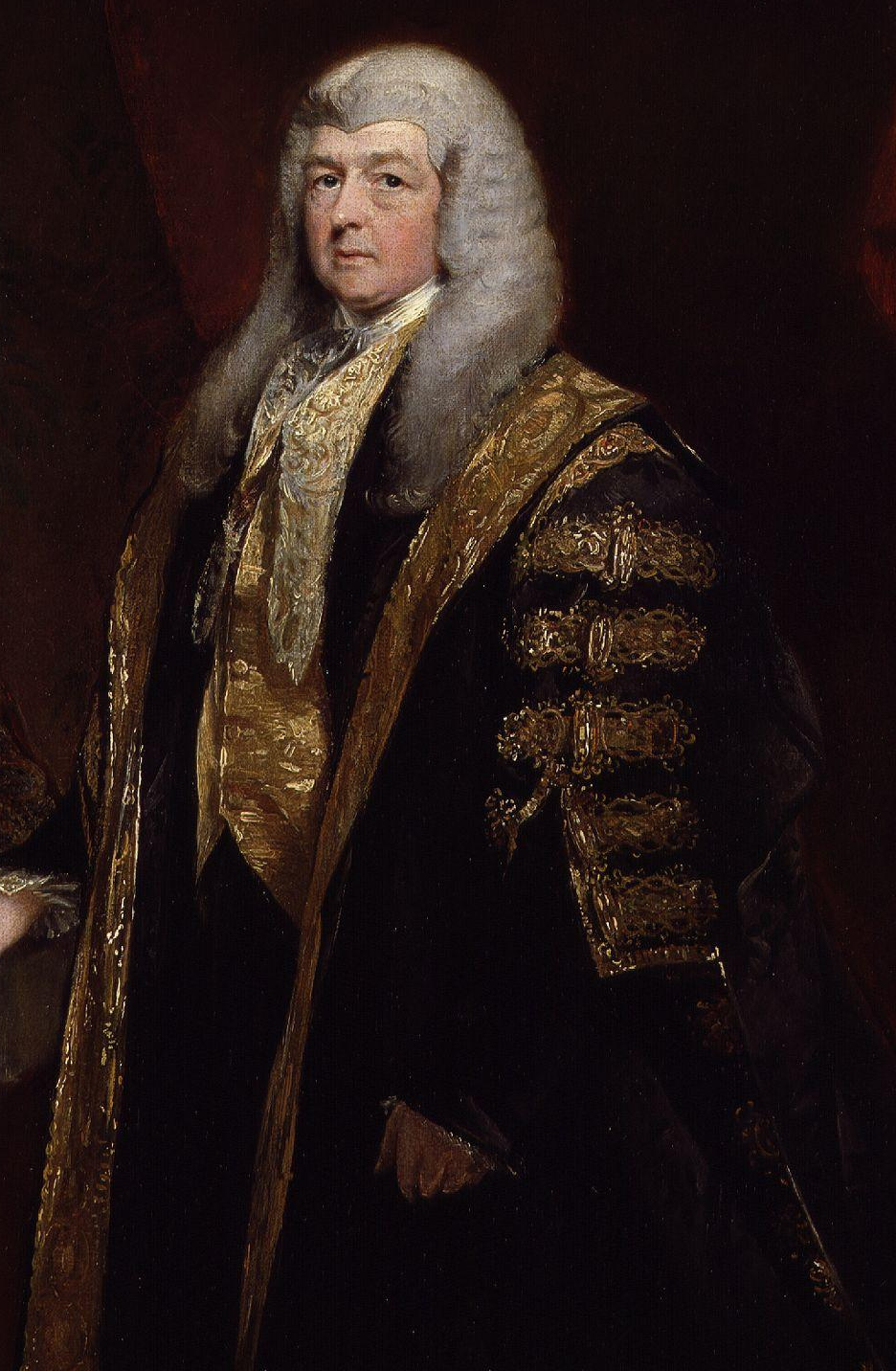
科頓哈姆勳爵
1836年至1841年及
1846年至1850年任大法官

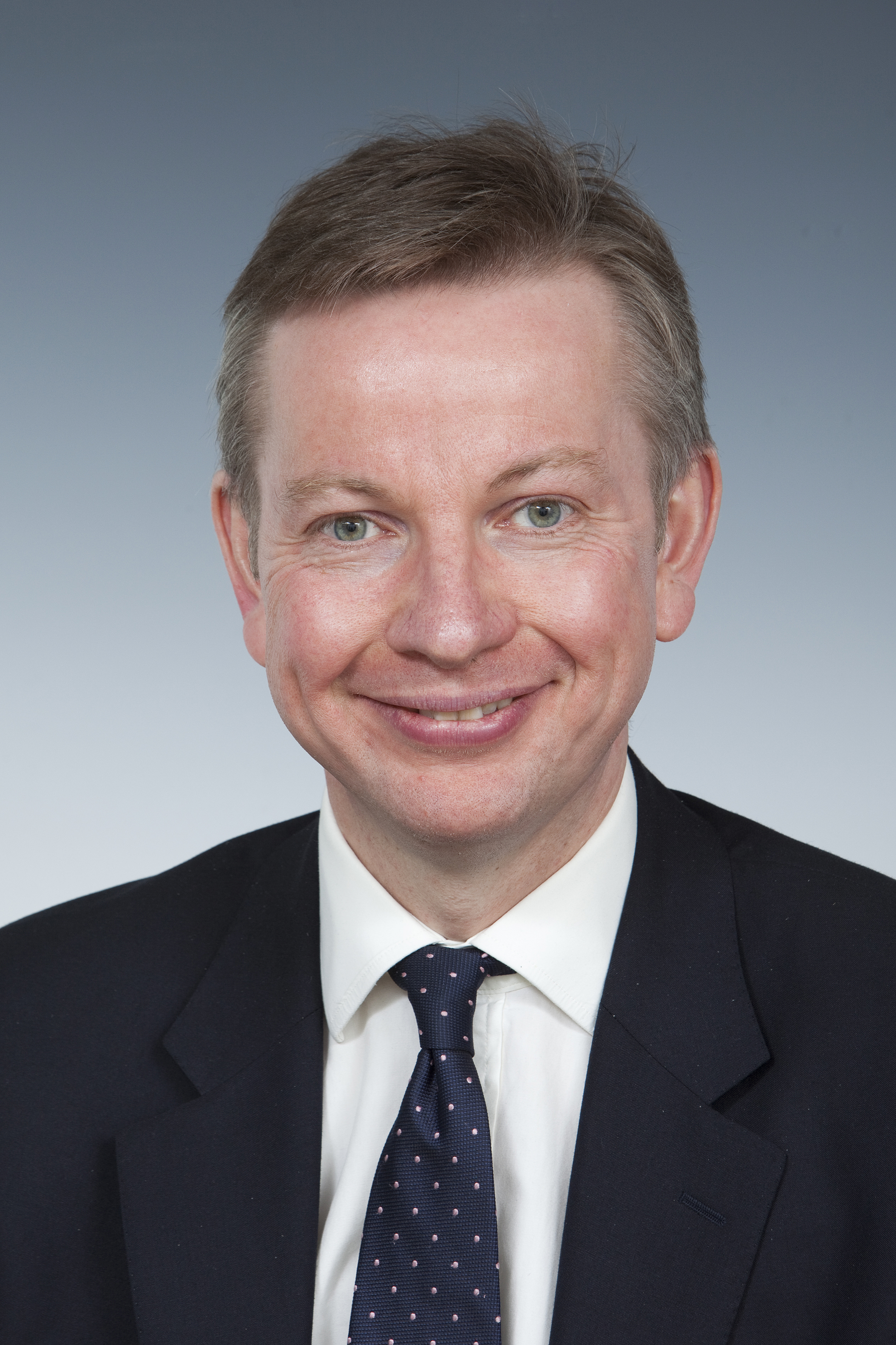
高文浩
2015年至2016年任大法官

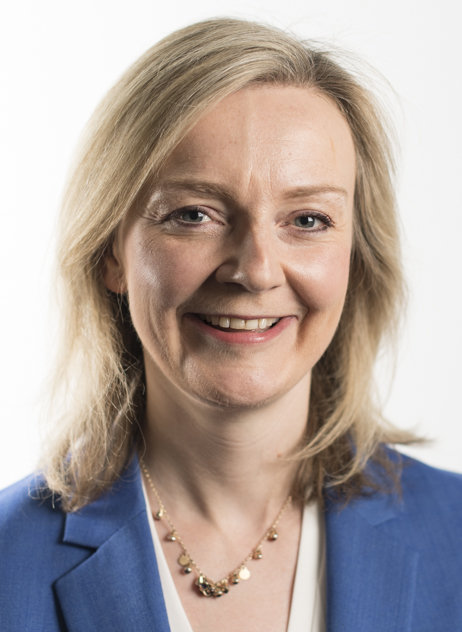
卓慧思
2016年至2017年任大法官

- 諾輝頓伯爵（1757年－1766年，另在1761年以前為國璽大臣）
- 康登勳爵（1766年－1770年）
- 查爾斯·約克1（1770年）
- 委員會狀態（1770年－1771年）
- 阿普斯利勳爵（1771年－1778年）
- 瑟洛勳爵（1778年－1783年）
- 委員會狀態（1783年）
- 瑟洛勳爵（1783年－1792年）
- 委員會狀態（1792年－1793年）
- 拉夫伯勒勳爵（1793年－1801年）
- 艾爾登勳爵2（1801年－1806年）
- 厄爾斯金勳爵（1806年－1807年）
- 艾爾登伯爵2（1807年－1827年）
- 林德赫斯特勳爵（1827年－1830年）
- 布魯厄姆和沃克斯勳爵（1830年－1834年）
- 林德赫斯特勳爵（1834年－1835年）
- 委員會狀態（1835年－1836年）
- 科頓哈姆勳爵（1836年－1841年）
- 林德赫斯特勳爵（1841年－1846年）
- 科頓哈姆勳爵（1846年－1850年）
- 特魯羅勳爵（1850年－1852年）
- 聖倫納茲勳爵（1852年）
- 克蘭沃思勳爵（1852年－1858年）
- 切姆斯福德勳爵（1858年－1859年）
- 坎貝爾勳爵（1859年－1861年）
- 韋斯特伯里勳爵（1861年－1865年）
- 克蘭沃思勳爵（1865年－1866年）
- 切姆斯福德勳爵（1866年－1868年）
- 凱恩斯勳爵3（1868年）
- 哈瑟利勳爵（1868年－1872年）
- 塞爾伯恩勳爵4（1872年－1874年）
- 凱恩斯伯爵3（1874年－1880年）
- 塞爾伯恩勳爵4（1880年－1885年）
- 霍爾斯伯里勳爵5（1885年－1886年）
- 赫謝爾勳爵（1886年）
- 霍爾斯伯里勳爵5（1886年－1892年）
- 赫謝爾勳爵（1892年－1895年）
- 霍爾斯伯里伯爵5（1895年－1905年）
- 洛爾伯恩伯爵（1905年－1912年）
- 哈爾登子爵（1912年－1915年）
- 巴克馬斯特勳爵（1915年－1916年）
- 芬利勳爵（1916年－1919年）
- 伯肯赫德伯爵（1919年－1922年）
- 凱夫子爵（1922年－1924年）
- 哈爾登子爵（1924年）
- 凱夫子爵（1924年－1928年）
- 海爾什姆勳爵6（1928年－1929年）
- 桑基子爵（1929年－1935年）
- 海爾什姆子爵6（1935年－1938年）
- 毛姆勳爵（1938年－1939年）
- 蓋德高子爵（1939年－1940年）
- 西蒙子爵（1940年－1945年）
- 喬伊特子爵（1945年－1951年）
- 西蒙茲勳爵（1951年－1954年）
- 基爾穆爾子爵（1954年－1962年）
- 狄瀚勳爵（1962年－1964年）
- 伽德納勳爵（1964年－1970年）
- 聖馬里波恩的海爾什姆勳爵（1970年－1974年）
- 埃爾溫-瓊斯勳爵（1974年－1979年）
- 聖馬里波恩的海爾什姆勳爵（1979年－1987年）
- 哈弗斯勳爵（1987年）
- 卡勒斯芬的馬凱勳爵（1987年－1997年）
- 艾偉儀勳爵（1997年－2003年）
- 范克林勳爵（2003年－2007年）
- 施仲宏7（2007年－2010年）
- 祁淦禮（2010年－2012年）
- 紀嘉林（2012年－2015年）
- 高文浩（2015年－2016年）
- 卓慧思（2016年－2017年）
- 李達德（2017年－2018年）
- 郭達瑋（2018年－2019年)
- 白樂彬（2019年－2021年）
- 藍韜文（2021年－2022年、2022年－2023年）
- 盧柏敦（2022年）
- 卓傲山（2023年－2024年）
- 谢巴娜·马哈茂德（2024年－）

## 外部連結
- 前憲制事務部歷任大法官名單 （页面存档备份，存于）